# Мон-Сен-Жан (Бельгия)
Мон-Сен-Жан — деревня в провинции Валлонский Брабант, Бельгия, к югу от Ватерлоо, расположенная частично в Ватерлоо и частично в Брен-л’Аллё, где национальная дорога N5, идущая из Брюсселя в Шарлеруа, пересекает национальную дорогу N234 из Нивеля в Лёвен.

## История
Мон-Сен-Жан, расположенный в 3,5 км от Ватерлоо, находится на северной стороне крутого склона, в районе которого велась битва при Ватерлоо. В то время на дороге Шарлеруа-Брюссель, примерно на полпути между краем склона и деревней, находилась ферма, также называвшаяся Мон-Сен-Жан.

### Битва при Ватерлоо
18 июня 1815 года возле Мон-Сен-Жана произошла знаменитая битва при Ватерлоо. Герцог Веллингтон развернул свои силы в укрытии на северном склоне в очень сильной оборонительной позиции, даже несмотря на то, что позади находился Суаньский лес, что могло препятствовать возможному отступлению. Ферма Мон-Сен-Жан использовалась во время битвы в качестве полевого госпиталя британских войск.
Наполеон признал тактическое значение местности возле Мон-Сен-Жан и с самого начала битвы поставил перед своими войсками задачу завоевания этого района и прорыва центра вражеских линий; несколько рот сапёров были готовы забаррикадировать здания после их завоевания. Несмотря на неоднократные атаки пехоты и кавалерии, а также непрерывный артиллерийский огонь, французы не смогли покорить Мон-Сен-Жан, и битва закончилась вечером после прибытия прусской армии катастрофическим поражением Наполеона.
Император и вообще французские историографы первоначально назвали решающее столкновение 18 июня 1815 года битвой при Мон-Сен-Жан (фр. la bataille de Mont-Saint-Jean), поскольку эта деревня была ближе к месту битвы, тогда как в Британии использовалось название из официального заявления герцога Веллингтона о битве при Ватерлоо, которое и вошло в историю.

## Отверженные

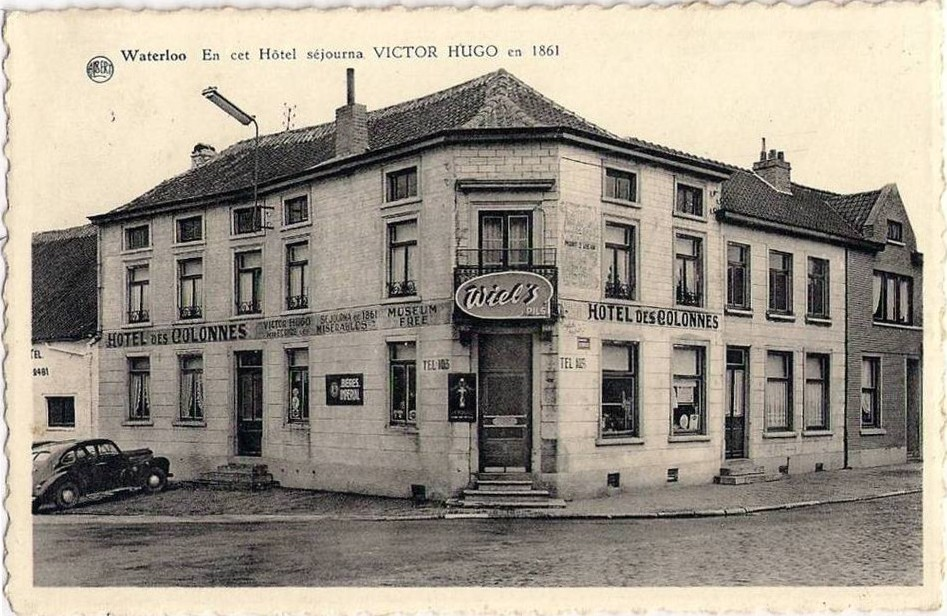
Отель «Hôtel des Colonnes»

В романе Виктора Гюго «Отверженные», том II, книга I, глава X называется «Плато Мон-Сен-Жан» и описывает атаки французской кавалерии в разгар битвы на полки британской пехоты, расположенные на склоне. При написании романа Гюго приехал в Мон-Сен-Жан, и в мае-июне 1860 года останавливался в отеле «Hôtel des Colonnes» на перекрёстке дорог N5 и N27 (северо-западный угол). Он завершил свой роман «Отверженные» в комнате над главным входом. В 1963 году здание было снесено, несмотря на протесты. Балюстрада балкона его комнаты хранится в музее в Ле Кайю, где во время битвы находилась штаб-квартира Наполеона.

## Торговля
В настоящее время в Мон-Сен-Жане расположены несколько супермаркетов, в том числе гипермаркет Carrefour, построенный на бывшей территории замка Леона Шеваля, который был снесён в феврале 1966 года.

## Галерея

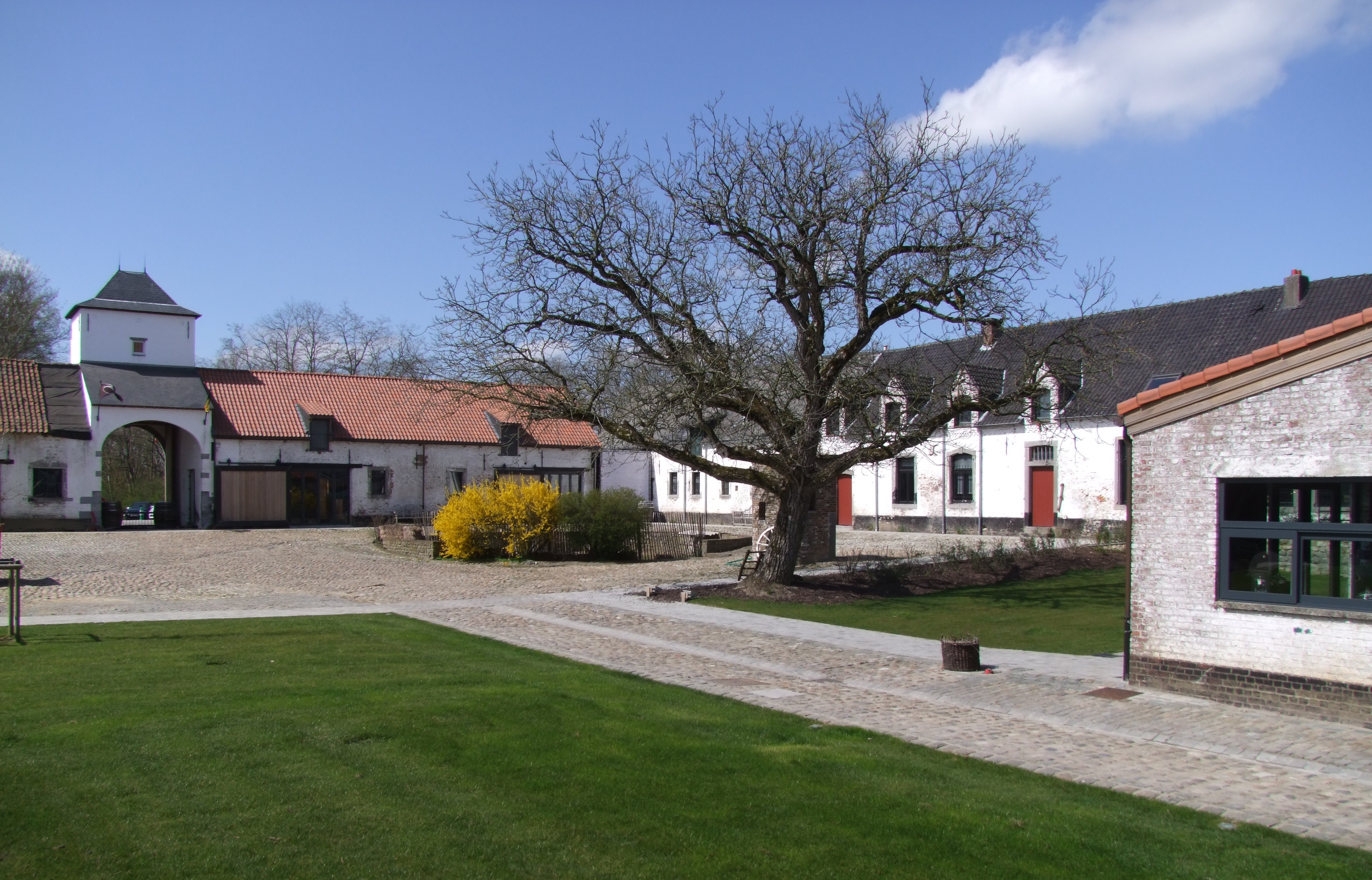
Внутренний двор фермы Мон-Сен-Жан, который использовался в качестве военного госпиталя британскими войсками в конце битвы при Ватерлоо. Восстановлен в рамках подготовки к двухсотлетию битвы при Ватерлоо в июне 2015 года. Теперь здесь находится небольшой музей.
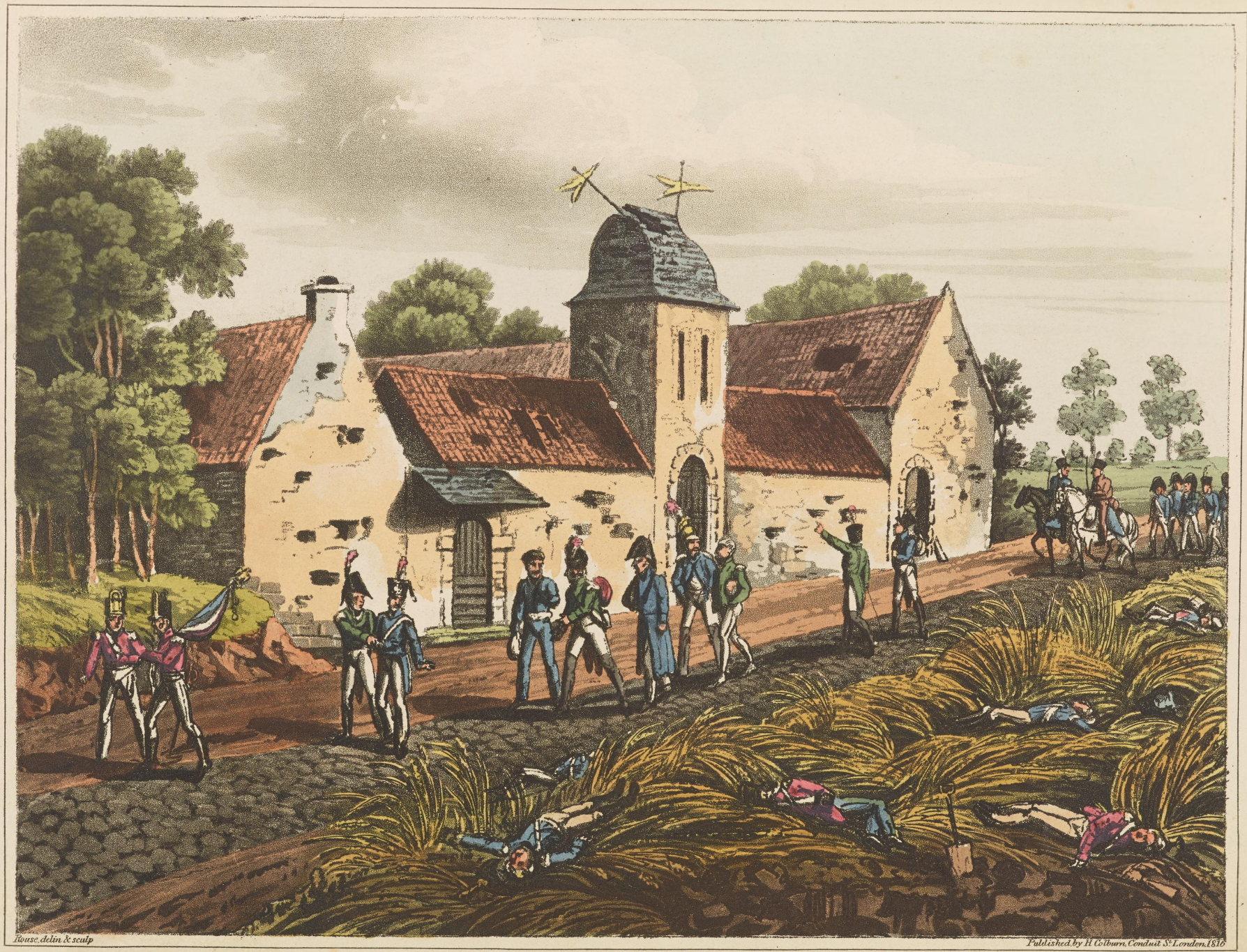
Фермерский дом Мон-Сен-Жан. Этот дом находился в тылу поля битвы, и был сильно повреждён случайным выстрелом. Гравюра Джеймса Роуза (1815)
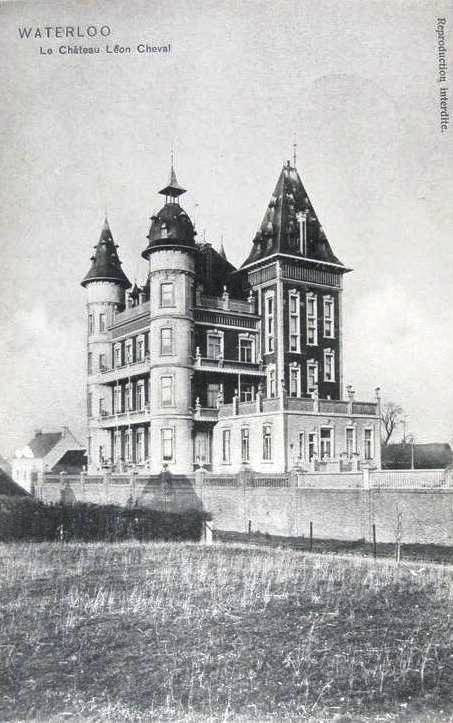
Замок французского промышленника Леона Шеваля (производителя химических удобрений). Перекрёсток дорог N5 и N27 в Ватерлоо, Бельгия. Снесён в феврале 1966 года.
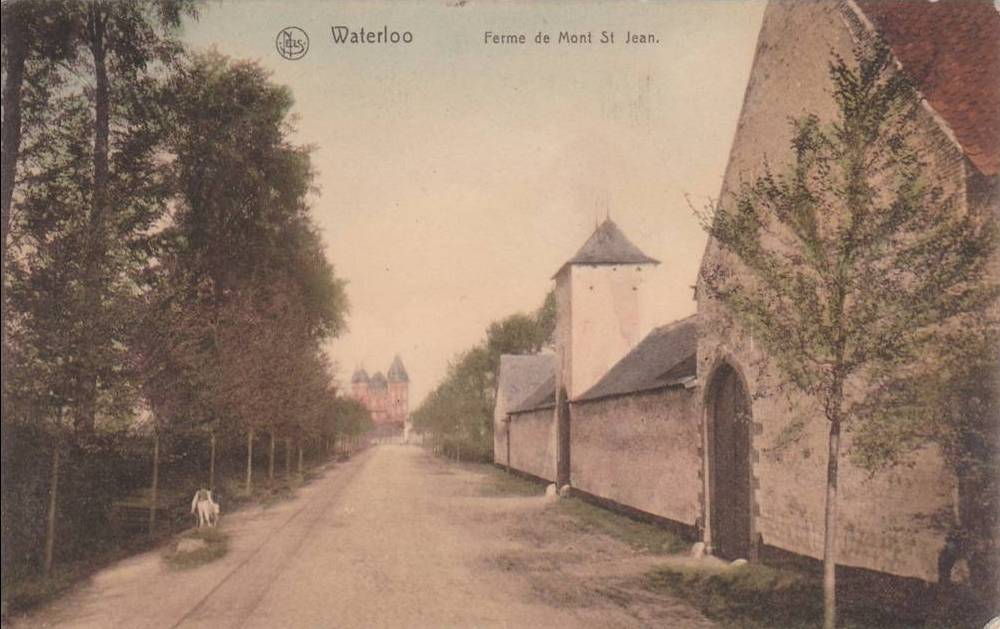
Ферма Мон-Сен-Жан и замок Леона Шеваля (на фоне). Вдоль дороги N5 в Ватерлоо, Бельгия.